# حزب دموکراتیک ایتالیا
حزب دموکرات ایتالیا (به اختصار PD) یک حزب سیاسی چپ میانه در کشور ایتالیاست که در سال ۲۰۰۷ میلادی بنا شد.
بر اساس بیانیه ارزش‌ها مصوب حزب در سال ۲۰۰۸: حزب دموکرات قصد مشارکت در ایجاد و تحکیم یک دامنه وسیع اصلاح‌طلبی و اروپاگرایی، با کمک یک رابطه ارگانیک با نیروهای سوسیالیستی اصلی، دموکراتیک و مترقی با ترویج اقدامات مشترک را، از اصول خود می‌داند.
حزب دموکرات ایتالیا از پرطرفدارترین حزب‌های ایتالیاست. خود حزب تعداد اعضای نام‌نویسی شده به‌عنوان طرفدار، در سال ۲۰۰۹ را بیش از هشتصدهزار تن اعلام کرده‌است، که از نظر تعداد عضو، همسطح حزب دموکرات مسیحی آلمان می‌باشد. در سطح اروپا، حزب دموکرات ایتالیا در فوریه ۲۰۱۴ به‌طور رسمی عضو حزب سوسیال اروپا شد.

## تاریخچه پیدایش
در سال ۲۰۰۳ میلادی، میکِله سالواتی عضو دموکرات چپ، پیشنهاد تأسیس یک حزب چپ میانه با نامی ساده و همه فهم از ترکیب تمامی احزاب و نیروهای چپ آن‌زمان در ایتالیا را مطرح کرد. این ایده سه ماه بعد توسط رومانو پرودی، که در آن زمان رئیس کمیسیون اروپا بود تحقق یافت. اولین پرده در جهت تأسیس رسمی حزب جدید در سال ۲۰۰۷ با انتصاب کمیته سازماندهی با ۴۵ عضو اجرا شد هرچند ایرادها و انتقادهای وارد شده به آن، به تعداد کم بانوان و جوانان در این کمیته بازمی‌گشت.